# Knight of the Bath
Knight of the Bath war eine englische Ritterwürde, die im 12. Jahrhundert entstand und bis 1661 verliehen wurde.

## Geschichte
Im Laufe des Mittelalters bildeten sich zur Initiation neuer Ritter besondere Zeremonien heraus. Im Königreich England entstand die Praxis, dass ausgewählte Kandidaten für die Erhebung in den Ritterstand vor dem eigentlichen Ritterschlag zum Zeichen der rituellen Reinigung ein Bad nahmen und eine Nachtwache hielten. Dabei diente vermutlich das Bad der körperlichen Reinigung und die mit Fasten verbundene Nachtwache der seelischen Reinigung der Person. Am nächsten Morgen erhielten die Kandidaten dann den Ritterschlag als „Knight of the Bath“. Diese besondere Zeremonie wurde meist zu besonderen Anlässen, wie am Vorabend von Krönungen, Einsetzungen des Thronfolgers zum Prince of Wales oder vor königlichen Hochzeiten, vollzogen. Dieser gemeinsame Ritterschlag gab den so Ausgezeichneten einen Vorrang gegenüber gewöhnlichen Rittern (Knights Bachelor), begründete aber im Gegensatz zum Hosenbandorden keine gemeinsame Ordensgemeinschaft.
Erstmals sicher belegt ist eine solche Zeremonie an Pfingsten 1127, als König Heinrich I. in Rouen seinen angehenden Schwiegersohn Gottfried V. von Anjou zum Ritter schlug. Am 11. Oktober 1399 wurden beispielsweise anlässlich der Krönung Heinrichs IV. 36 ausgewählte junge Männer adliger Herkunft zum Ritter geschlagen. Sie hatten zuvor ein Bad genommen und eine gemeinsame Nachtwache im Tower of London verbracht, von wo am nächsten Morgen der Krönungszug zur Westminster Abbey startete. Letztmals fand die Zeremonie am 23. April 1661 vor der Krönung Karls II. statt.

## Rezeption
Am 25. Mai 1725 berief sich König Georg I. ausdrücklich auf die Tradition der Knights of the Bath, als er den Order of the Bath stiftete. Er erklärte dabei die Absicht, den Glanz und die Würde der historischen Knights of the Bath wiederherzustellen, aber diese Ritterschaft innerhalb eines regulären Ritterordens zu vereinen.